# 欧仁·里谢
欧仁·里谢（法語：Eugène Richez，1864年8月5日—？），法国男子射箭运动员。他曾代表法国参加1908年和1920年夏季奥林匹克运动会射箭比赛，共获得二枚银牌和一枚铜牌。